# 诺松库尔
诺松库尔（法語：Nossoncourt，法語發音：[nɔsɔ̃kuʁ] ⓘ）是法国大東部大區孚日省的一个市镇，属于埃皮纳勒区。

## 地理
诺松库尔（48°23'57"N, 6°40'20"E）面积5.34 平方千米，位于法国大東部大區孚日省，该省份为法国东北部内陆省份，北起默兹省和默尔特-摩泽尔省，西接上马恩省，南至上索恩省和贝尔福地区省，东临上莱茵省和下莱茵省。
与诺松库尔接壤的市镇（或旧市镇、城区）包括：昂格勒蒙、巴济安、栋西耶尔、梅纳尔蒙、贝尔维特河畔梅尼、圣巴尔布。

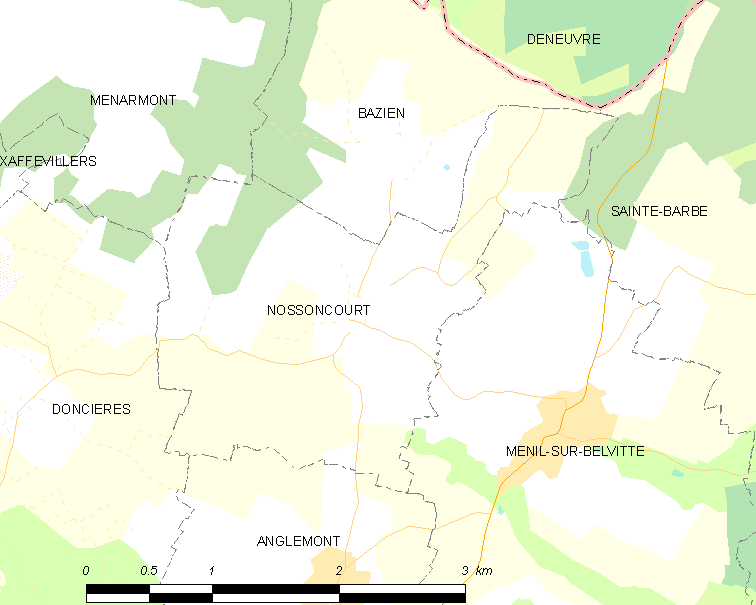
诺松库尔的OSM定位图

诺松库尔的时区为UTC+01:00、UTC+02:00（夏令时）。

## 行政
诺松库尔的邮政编码为88700，INSEE市镇编码为88333。

## 政治
诺松库尔所属的省级选区为拉翁莱塔普县。

## 人口

1962-2008年间诺松库尔人口变化图示

诺松库尔于2022年1月1日时的人口数量为125人。